# Сопач
Сопач, або Перкарина (Percarina) — рід риб родини Окуневих (Percidae). Представники роду поширені у солонуватих водах північно-західної частини Чорного моря, а також у Азовському морі.

## Види
Рід містить два види:
- Percarina demidoffii Nordmann, 1840 — Сопач чорноморський
- Percarina maeotica Kuznetsov, 1888 — Сопач азовський